# Montaigu-les-Bois
Montaigu-les-Bois – miejscowość i gmina we Francji, w regionie Normandia, w departamencie Manche.
Według danych na rok 1990 gminę zamieszkiwało 200 osób, a gęstość zaludnienia wynosiła 30 osób/km² (wśród 1815 gmin Dolnej Normandii Montaigu-les-Bois plasuje się na 686. miejscu pod względem liczby ludności, natomiast pod względem powierzchni na miejscu 744.).